# A Beautiful Day
Pour plus de détails, voir Fiche technique et Distribution.
A Beautiful Day, ou Tu n'as jamais été vraiment là au Québec (You Were Never Really Here), est un thriller franco-britannique écrit et réalisé par Lynne Ramsay, sorti en 2017. Il a été présenté en compétition officielle lors du festival de Cannes 2017 où il reçoit le prix du scénario et pour lequel Joaquin Phoenix remporte le prix d'interprétation masculine.

## Synopsis
Joe, un ancien marine devenu tueur à gages, est engagé pour retrouver Nina, la petite fille d'un sénateur, enlevée et retenue par un réseau de prostitution. Mais il va très vite se retrouver malgré lui dans une spirale de violence.

## Fiche technique
- Titre original : You Were Never Really Here
- Titre français : A Beautiful Day
- Réalisation : Lynne Ramsay
- Scénario : Lynne Ramsay, d'après le roman court Tu n'as jamais vraiment été là (You Were Never Really Here) de Jonathan Ames
- Photographie : Thomas Townend
- Montage : Joe Bini
- Musique : Jonny Greenwood
- Sociétés de production : Film4 et Why Not Productions
- Sociétés de distribution : Amazon Studios (États-Unis), SND (France)
- Pays de production :  Royaume-Uni,  France
- Langue originale : anglais
- Format : couleur - 2.35:1
- Genre : thriller
- Durée : 85 minutes
- Dates de sortie[1] : 
  - France : 
    - 27 mai 2017 (festival de Cannes)
    - 8 novembre 2017 (sortie nationale)

  - États-Unis : 23 février 2018
- Interdit aux moins de 12 ans avec avertissement
- Interdit aux moins de 16 ans à la télévision

## Distribution
- Joaquin Phoenix (VF : Boris Rehlinger ; VQ : Daniel Picard) : Joe
- Ekaterina Samsonov (VF : Clara Quilichini) : Nina
- Alessandro Nivola : le sénateur Williams
- Alex Manette (VF : Pierre Tissot) : le sénateur Votto
- John Doman (VF : Patrice Melennec) : John McCleary
- Judith Roberts (VF : Françoise Pavy) : la mère de Joe
- Jason Babinsky : Eye of Providence
- Kate Easton : la mère de Joe jeune
- Frank Pando : Angel
- Leigh Dunham : la serveuse
- Madison Arnold : l'homme âgé
- Dante Pereira-Olson (en) : Joe, à l'âge de 8 ans
- Jonathan Wilde : le père de Joe jeune
- Scott Price (VF : Sébastien Ossard) : l'homme au pistolet #1
- Silvia Pena : la grande sœur
- Christian Reeve : Bodega clerk
- Vinicius Damasceno : Moises
- Ryan Martin Brown : le garçon à la serviette
- Joseph Anthony Jerez : le patron des bains russes (non crédité)
- Jalina Mercado : la fille (non créditée)

 Source et légende : version française (VF) sur RS Doublage

## Production

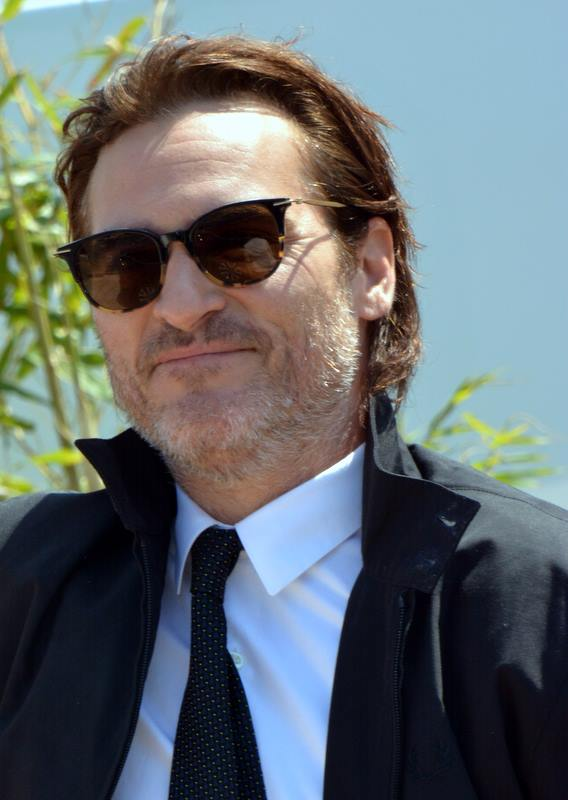
La tête d'affiche Joaquin Phoenix pour la présentation du film au Festival de Cannes 2017.

### Genèse et développement
Le film est l'adaptation cinématographique de Tu n' étais jamais vraiment là (You Were Never Really Here) de Jonathan Ames.

### Tournage
Le tournage débute en août 2016 à New York.
L'organisation du tournage a été bouleversée par un changement d'emploi du temps de dernière minute de Joaquin Phoenix, comme l'explique ce dernier : « Lynne écrivait très tard le soir, la veille du tournage. Presque tous les jours nous avions le sentiment qu’il y avait des changements dans le scénario, et tout a évolué au fur et à mesure, c’était un film atypique à cet égard ».

## Accueil

### Critique
En France, l'accueil critique est moyen : le site Allociné recense une moyenne des critiques presse de 3,3/5. 
Jacky Goldberg des Inrocks évoque « une plongée chaotique dans le psychisme houleux d'un enfant battu devenu un tueur à gages traqué et vengeur. ». Moins convaincu, Jacques Mandelbaum du Monde évoque la réalisation de Lynne Ramsay qui « privilégie une mise en scène graphique au détriment de l’intrigue. »  Samuel Douhaire de Télérama juge le scénario « très mince » mais salue une mise en scène particulièrement impressionnante et l'interprétation d'un Joaquin Phoenix « méconnaissable ».

### Box-office
- France : 164 949 entrées[9]

## Distinctions

### Récompenses
- Festival de Cannes 2017 :
  - Prix d'interprétation masculine pour Joaquin Phoenix
  - Prix du scénario pour Lynne Ramsay
- Noir in Festival 2017 : Prix spécial du jury[10].

## Commentaire
Le film est décrit dans The Times comme le Taxi Driver du XXIe siècle. Il contient plusieurs points communs avec le film de Martin Scorsese sorti en 1976. Tout comme Travis Bickle, Joe est un vétéran de guerre torturé, devenu un tueur à gages implacable et brutal, marginal et solitaire. Comme Travis sauve la prostituée Iris, Joe va sauver une adolescente victime d'un vaste réseau pédophile. La violence sèche de A Beautiful Day rappelle également l’œuvre de Martin Scorsese.